# Jean Laborde (industrieel)
Jean Laborde (16 oktober 1805 - 27 december 1878) was een onafhankelijk zakenman in Mauritius en later de persoonlijke ingenieur van Ranavalona I, koningin van het Koninkrijk Madagaskar. In die functie speelde Laborde een grote rol in de industrialisatie van Madagaskar. Na Ranavalona's regering werd Laborde door Napoleon III aangesteld als Franse ambassadeur. 

## Biografie
In 1832 leed Jean Laborde schipbreuk voor de kust van Madagaskar. Toen Koningin Ranavalona I vernam dat hij de zoon van een smid was en een technische opleiding had genoten liet zij Laborde naar de Rova van Antananarivo komen, de residentie van het koninkrijk. Hier werd Laborde aangesteld als haar persoonlijke ingenieur en kreeg de opdracht om fabrieken te bouwen in Mantasoa, een plaats in de buurt van Antananarivo. In korte tijd produceerden Laborde's fabrieken wapens en munitie, alsook bakstenen, machines en andere nuttige producten.
Later bouwde Jean Laborde ook wegen, bruggen en mijnen op het eiland. Tussen 1839 en 1842 bouwde Laborde in de Rova van Antananarivo een nieuw houten paleis voor de koningin, dat de naam Manjakamiadana kreeg. Het paleis was een mix van de traditionele Merina-architectuur en westerse innovaties, zoals dakkapellen en balkons.
Naar verluidt haalde Jean Laborde en zijn landgenoot Joseph-François Lambert op 28 juni 1855 Ranavalona's zoon Rakoto over om het Lambert-charter te tekenen, een verdrag dat Frankrijk de mogelijkheid zou geven om grond op Madagaskar te verwerven. Later, op 20 juni pleegde Lambert een mislukte staatsgreep en alle Europeanen, inclusief Jean Laborde werden het land uitgestuurd. Toen Prins Rakoto in 1861 zijn moeder als Koning Radama II opvolgde, gingen de grenzen van Madagaskar weer open voor buitenlanders. Laborde werd door Napoleon III naar Madagaskar gestuurd, waar Laborde aangesteld was als Frans ambassadeur. Hij bleef op het eiland tot zijn dood op 27 december 1878.